# Fritz Crome
Fritz Crome (6. maj 1879 – 25. april 1948) var en dansk komponist og klaverpædagog.
Fritz Crome var søn af August Crome, der var den ene medgrundlægger af stormagasinet Crome & Goldschmidt i Horsens. Han påbegyndte et ingeniørstudium ved Polyteknisk Læreanstalt (DTU), men skiftede hurtigt til musikken. Han uddannede sig som pianist hos Louis Glass og studerede senere i Paris og Berlin. Derefter var han indtil Første Verdenskrigs slutning lærer ved Sterns Konservatorium i Berlin, og samtidig virkede han som musikskribent både i Tyskland og i Norden. Fra 1925 til sin død var han ansat som lærer ved Det Kgl. Danske Musikkonservatorium, og var efter sigende i det job en uselvisk altid hjælpsom person, både over for elever og kolleger. Han optrådte ikke som egentlig koncertpianist, men var ved mange lejligheder akkompagnatør for andre solister.
Cromes musikproduktion var ret lille og konservativ. Den omfattede mest sange, der var inspireret af bl.a. Hugo Wolf. Som et kuriosum kan nævnes, at han komponerede musik til et klokkespil i sin faders forretning bl.a. over tonerne C & G.

## Musik
- op. 2 Nocturne (violin og klaver)
- op. 3 Sonate (violin og klaver 1905)
- op. 4 Seks Sange
- op. 5 Fünf heitere Gesänge (uoverensstemmelse i kilden)
- op. 5 Frühlingsstimmungen (variationer for klaver 1903 – uoverensstemmelse i kilden)
- op. 6 Pres d’un berceau
- op. 7 Quatre pièces pour piano
- op. 8 Fünf Lieder
- op. 9 Zwei Madonnalieder
- op. 10 Zwei Lieder
- op. 11 Fire Sange
- op. 13 Allegretto/Scherzo (orkester)
- op. 14 Vackert väder (sang og orkester)
- op. 17 Trio i f-mol (violin, cello og klaver 1912)
- op. 23 (3 duetter for mezzosopran og baryton med klaver)
- op. 27 Helene (damekor, solo og orkester 1919)
- op. 29 Zwei Lieder

- To sange af Thor Lange (1901)
- Tre sange (1902)
- Præludium og fuga i a-mol (strygekvartet 1903)
- Caprice for Klaver (1905)
- Tordenskjold (melodrama: recitation og orkester 1921)
- 4 jyske sange (1925)
- Kilak (sang og orkester 1924)

- 3 spanske Sange
- 5 sange af Louis Levy
- 15 leichte Klavierstücke verwendbar beim Unterricht
- Da Søndenvinden sad fangen
- Maria Gnadenmutter (fra des Knaben Wunderhorn) (sang og orkester)
- To aandelige Sange (mandskor)
- Villa Borghese (sang og orkester)
- Tre Sange for Damekor